# سپهرداد
سپهرداد (به پارسی باستان: Spiθradātaʰ؛ به یونانی باستان: Σπιθριδάτης، Spithridátēs)؛ (۳۶۵-۳۳۴ پ.م.) ساتراپ اسپاردا در زمان سلطنت داریوش سوم بود. وی در سال ۳۴۳ پ.م. یکی از فرماندهان هخامنشی در نبرد گرانیک بود. در نبرد، در حالی که او از پشت به اسکندر مقدونی حمله می کرد، بازوی او توسط کلیتوس سیاه قطع شد و پس از آن درگذشت.

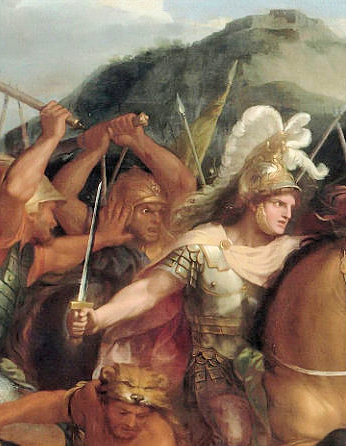
سپهرداد در نبرد گرانیک، از پشت به اسکندر حمله‌ور می‌شود. اثر شارل لو برن.

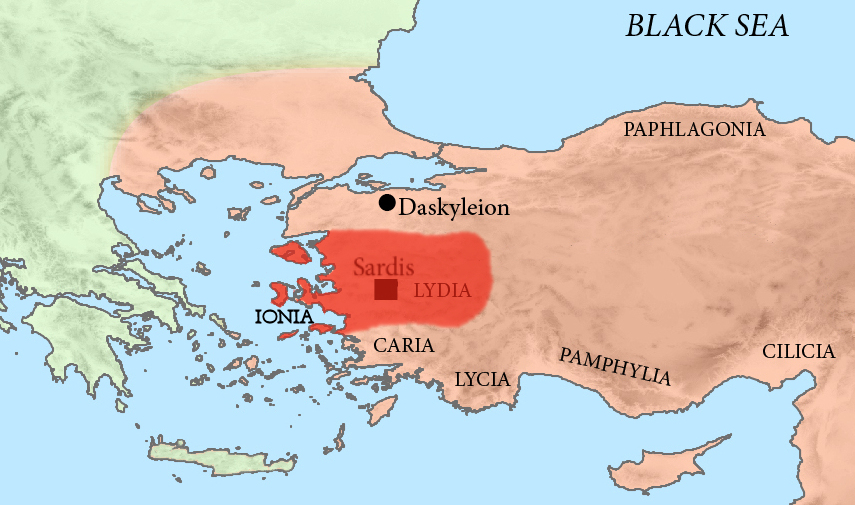
سپهرداد ساتراپ اسپاردا بود، که سرزمین ایونیا را نیز شامل می شد.

دیودور سیسیلی او را Spithrobates (Σπιθροβάτης Spithrobátēs) می‌نامد، و به نظر می رسد او را با مهرداد ، داماد داریوش، که اسکندر، با دست خود او را در جنگ کشته بود ، اشتباه گرفته است. درحالی که آنچه آریان از Spithridates گزارش می‌دهد، دیودور آن را برای برادر سپهرداد، Rhoesaces بیان می‌کند.

## نام
قسمت ابتدای این نام، واژه spiθraʰ در پارسی باستان، واژه‌ای وام گرفته شده از کلمه *spiθrah در زبان مادی است. این واژه در فارسی میانه بصورت spihr⁠ تغییر شکل داده و امروزه نیز آن‌ را در فارسی نو به شکل واژه سپهر می‌شناسیم.
قسمت دوم این نام، واژه dātaʰ در پارسی باستان است. این واژه را در فارسی میانه و فارسی نو به شکل واژه داد می‌شناسیم.
ترکیب این دو واژه 
Spiθradātaʰ = spiθraʰ+dātaʰ = سپهر+داد = سپهرداد
واژه‌ی اسپیتریداتس در زبان یونانی باستان ریشه در نام Spiθradāta در زبان پارسی باستان دارد. پس برابر فارسی این نام سپهرداد است. 